# Bierkowo
Bierkowo [pronunciación en polaco: /bjɛrˈkɔvɔ/] (en alemán Birkow) es un pueblo ubicado en el distrito administrativo de Gmina Słupsk, dentro del Condado de Słupsk, Voivodato de Pomerania, en Polonia del norte.
Se encuentra aproximadamente a 7 kilómetros al oeste de Słupsk y a 112 kilómetros al oeste de la capital regional Gdańsk.
En 2010, INFO-FM-lTV construyó una torre transmisora de 124 metros de alto en Bierkowo.